# Неђо Ђурић
Неђо Ђурић (Пипери, 1. октобар 1955) српски је геолог, универзитетски професор, савјетник Техничког института у Бијељини и дописни члан у редовном саставу Академије науке и умјетности Републике Српске. Рођен је у мјесту Пипери у општини Лопаре у Републици Српској, Босни и Херцеговини.

## Биографија
Завршио је Рударско-геолошки Факултет у Тузли, одсјек примјењена геологија 1978. године, магистрирао на истом факултету 1986. године, а докторирао на Рударско-феолошком факултету у Београду 1989. године.
Од 1978. до 1981. године радио је у "Geoinženjeringu" у Сарајеву, а даље до 1992. године у комбинату "SODASO" у Тузли, организациона јединица Рудник соли. У периоду од 1986. до 2002. године ангажован је у настави на Рударско-геолошком Факултету у Тузли у звању вишег асистента до доцента. Од 1993. године ангажован је на Грађевинском факултету у Суботици гдје је прошао кроз сва универзитетска звања до редовног професора универзитета. Тај пут је кренуо од стицања звања доцента наРударско-геолошком Факултету у Тузли 1991. године, затим звање ванредног професора на Грађевинском факултету у Суботици, Универзитета у Новом Саду 2001. године.
Оснивач је и директор Техничког института У Бијељини, научноистраживачког института, чије се области дјеловања: геологија, грађевинарство, испитивање грађевинских материјала, рударство, уређење пољопривредног земљишта и заштита животне средине.
У протеклом Периоду објавио је преко стотину стручних и научних радова у земљи и иностранству, аутор три стручне књиге од који је једна преведена на мађарски језик. Такође је и одговоран пројектант или сарадник на изради преко стотину разних пројеката, студија и елабората. Оснивач и главни уредник часописа "Архив за техничке науке" кога издаје Технички институт. Часопис излази два пута годишње и уврштен је у прву категорију, односно водећи национални часопис, према категоризацији које спроводи Комисија министарства за науку и технологију Републике Српске. Има потписан уговор са компанијом "EBSCO Publishing Inc.", лиценциран је и уврштен у EBASC-o базу података. Прихваћен је у компанији "Thomason Renters" за праћење и евалуацију у наредном периоду.
Члан је међународних организација: International Association of Hydrogeologists – IAH, International Association oh Hydrological Sciences – IAHS, International Association for Engineering Geology and the environment – IAEG. Такође је члан одбора за геонауке, Одјељења природно-математичких и техничких наука Академије науке и умјетности Републике Српске, редовни члан Инжењерске академије Србије- ИАС, члан Савеза инжењера и техничара Републике Српске, члан Удружења геолога Босне и Херцеговине(предсједник од 2011. године), члан Друштва за геотехнику Босне и Херцеговине (потпредсједник од 2010. године).
У периоду од 2000. до 2002. године обављао је функцију министар за урбанизам, грађевинарство, стамбено-комуналну дјелатност и екологију у Влади Републике Српске и био је предсједник Одбора за заштиту животне средине. За дописног члана у редовном саставу Академије науке и умјетности Републике Српске изабран је 21. децембра 2012. године

## Научне књиге и монографије
- Ђурић Н.: Геолошки и технички термини (српски и мађарски језик). Грађевински факултети Суботица-Будимпешта-Београд, 2001.
- Ђурић Н.: Основе геологије и инжењерске геологије. Грађевински факлултет Суботица, Технички институт Бијељина, 2009.
- Ђурић Неђо: Хидрогеолошка и инжењерскогеолошка истраживања. Грађевински факлултет Суботица, Технички институт Бијељина, 2011.

## Радови објевљени у националним часописима
- Ђурић Н. (1982): Престанак рада појединих експлоатационих бунара на лежишту камене соли у Тузли услед слабог дотока подземних вода. Геолошки гласник бр. 27. Сарајево.
- Ђурић Н., Ваљаревић Р. (1985): Проблематика ступњевитог утискивања воде применом двоструког тампона на истражној бушотини великог пречника ИБ-1 код ивозног окна Рудника соли Тушањ. Зборник радова РГФ-а Тузла.
- Ђурић Н., Жигић И. (1985): Савремени инжењерскогеолошки процеси и појаве настале у периоду неконтролисане експлоатације сланице на лежишту камене соли у Тузли. Зборник радова РГФ-а Тузла.
- Кнапп М., Ђурић Н. (1986): Прилог дефинисању испуцалих зона стенског масива у каналу истражне бушотине ИБ-1, код извозног окна Рудника камене соли Тушањ, методом радиоактивних обележивача. Архив за рударство и геологију бр. 3. Тузла.
- Ђурић Н. (1986): Постепен прелаз еластичне издани у издан са слободним нивоом (и обратно) на лежишту камене соли у Тузли. Архив за рударство и геологију бр. 4. Тузла.
- Ђурић Н., Ваљаревић Р. (1987): Биланс подземних вода на лежишту камене соли Тетима код Г. Тузле. Зборник радова РГФ-а Тузла.
- Ђурић Н. (1987): Генетска класификација подземних вода на лежишту камене соли Тетима код Г. Тузле. Зборник радова РГФ-а Тузла.
- Ђурић Н. (1987): Кретање пезометарског нивоа подземних вода на лежишту камене соли у Тузли током неконтролсане експлоатације сланице и његов утицај на слијегање терена и стабилност извозног окна на Руднику Тушањ. Геолошки гласник бр. 31-32. Сарајево.
- Ђурић Н. (1988): Хидрогеолошка шематизација лежишта камене соли Тетима код Г. Тузле. Архив за рударство и геологију бр. 1. Тузла.
- Ђурић Н. (1988): Хидрогеолошка рејонизација лежишта камене соли Тетима код Г. Тузле. Зборник радова бр. 17. РГФ-а Тузла.
- Ђурић Н. (1990): Прилог проблематици завршетка експлоатације лежишта камене соли у Тузли. Зборник радова РГФ-а Тузла.
- Ђурић Н. (1994): Утицај соног рударства на животну средину. Зборник радова Грађевинског факултета у Суботици. Књига X.
- Ђурић Н., Сантрач П. (2000): Геомеханичка испитивање за потребе надоградње стамбених објеката у Лопарама. Зборник радова Грађевинског факултета у Суботици. Књига XИ.
- Ђурић Н., Митровић П., Перишић М. (2009): Геотехничка истраживања и санација клизишта „Полом“ на путу Дрињача – Братунац. Зборник радова „Архив за техничке науке“ бр. 1, Технички институт Бијељина.
- Ђујић А., Ђурић Н., Митровић П. (2009): Клизиште на прузи Тузла – Зворник. Зборник радова „Архив за техничке науке“ бр. 1, Технички институт Бијељина.
- Ђурић Н., Сантрач П., Бајић Ж. (2009: Изградња подземних објеката – гаража и саобраћајница на градском тргу у Бијељини. Зборник радова „Архив за техничке науке“ бр. 1, Технички институт Бијељина.
- Ђурић Н., Ђуковић Ј., Божић Н., Бабић Р., Стојановић Б. (2009): Садржај сумпор диоксида у ваздуху града Бијељине. Зборник радова „Архив за техничке науке“ бр. 1, Технички институт Бијељина.
- Ђурић Н., Ђујић А., Митровић П., Тадић С., Миљановић Ј. (2010): Геотехничка истраживања за санацију моста на ријеци Сави у Брчком. Зборник радова „Архив за техничке науке“ бр. 2, Технички институт Бијељина.
- Ђурић Н., Ђуковић Ј., Божић Н., Бабић Р.,Стојановић Б. (2010): Мониторинг озона у ваздуху града Бијељине. Зборник радова „Архив за техничке науке“ бр. 2, Технички институт Бијељина.
- Ђурић Н., Митровић П., Ђујић А., Тадић С. (2010): Инжењерскогеолошки и геотехнички истражни радови за надвожњак НП1 на коридору Вц. Зборник радова „Архив за техничке науке“ бр. 3, Технички институт Бијељина.
- Ђурић Н. (2010): Неколико примјера истраживања и санације карактеристичних клизишта у Републици Српској. Зборник радова „Архив за техничке науке“ бр. 3, Технички институт Бијељина.
- Ђурић Н., Божић Н., Бабић Р., Стојановић Б., Видаковић М. (2010): Мониторинг укупних азотних оксида у ваздуху града Бијељине. Зборник радова „Архив за техничке науке“ бр. 3, Технички институт Бијељина.
- Ђурић Н., Ђујић А., Тадић С., Миљановић Ј. (2010): Геотехничка истраживања терена за уређење обале ријеке Саве у Брчком. Рударски радови бр. 1/2010. Комитет за подземну експлоатацију минералних сировина, Бор.
- Ђурић Н. (2011): Хидрогеолошке карактеристике терена дуж трасе аутопута коридор Вц, дионица Свилај – Вукосавље. Зборник радова „Архив за техничке науке“ бр. 4, Технички институт Бијељина.
- Ђурић Н., Бабић Р., Ђуран П., Видаковић М. (2011): Мониторинг угљен-моноксида у ваздуху града Бијељине. Зборник радова „Архив за техничке науке“ бр. 4, Технички институт Бијељина.
- Ђурић Н., Ђујић А., Митовић П. (2011): Неколико примјера плитког темељења објеката на траси ауто пута коридор Вц, дионица Свилај – Вукосавље. Зборник радова „Архив за техничке науке“ бр. 5, Технички институт Бијељина.
- Ђурић Н., Бабић Р., Ђуран П., Видаковић М. (2011): СО2, НОx и ЦО као најзначајнији показатељи квалитета ваздуха града Бијељине. Зборник радова „Архив за техничке науке“ бр. 5, Технички институт Бијељина.
- Ђурић Н., Ђујић А., Митровић П. (2011): Геотехнички услови темељења моста М4 на коридору Вц, лот 1, Свилај – Вукосавље. Зборник радова Грађевинског факултета у Суботици. Књига XX. Суботица.
- Ђурић Н., Радовановић С. (2012): Енергетска потенцијалност геотермалних ресурса имогућност њиховог кориштења за топлификацију града Бијељине. Зборник радова „Архив за техничке науке“ бр. 6, Технички институт Бијељина.
- Ђурић Н., Бабић Р., Савковић П., Видаковић М. (2012): Утицај метеоролошких параметара на концентрације СО2 у ваздуху града Бијељине. Зборник радова „Архив за техничке науке“ бр. 6, Технички институт Бијељина.
- Недељковић С., Ђурић Н., Поповић М. (2012): Неки аспекти сеизмичког ризика грађевинског простора Термоелектране Угљевик – 3. Зборник радова „Архив за техничке науке“ бр. 7, Технички институт Бијељина.
- Ђурић Н., Бабић Р., Ђуран П., Савковић П., Видаковић М. (2012): Нулто стање квалитета ваздуха у подручју коридора Вц. Зборник радова „Архив за техничке науке“ бр. 7, Технички институт Бијељина.

## Радови саопштени на домаћим научним скуповима
- Ђурић Н. (1984): Ефекти доливања индустријке воде у експлоатационо поље Хукало-Трновац на лежишту камене соли у Тузли у циљу одржавања постојеће експлоатације бушотинама са површине терена. ВИИИ југословенски симпозијум о хидрогеологији и инжењерској геологији. Будва.
- Ђурић Н. (1986): Начин излуживања И и ИИ серије соли методом дубоких бунара са површине терена на тузланском соном лежишту. XИ конгрес геолога Југославије. Књига ИВ. Тара.
- Ђурић Н. (1986): Конструкција дијаграма зависности производње сланице, салинитета и излуженог простора. XИ конгрес геолога Југославије. Књига ИВ. Тара.
- Стојковић Ј., Томић Л., Кнежевић В., Фиаменго М., Брајковић З., Ђурић Н. (1986): Основне геолошке карактеристике лежишта камене соли Тетима. XИ конгрес геолога Југославије. Књига ИВ. Тара.
- Ђурић Н., Вујовић М. (1987): Слегање терена на лежишту камене соли у Тузли условљено неконтролисаном експлоатацијом сланице и његов утицај на човјекову околину. ИX југословенски симпозијум о хидрогеологији и инжењерској геологији. Књига 2. Инжењерска геологија. Приштина.
- Ђурић Н. (1987): Хидрогеолошка истраженост соних лежишта у Југославији. ИX југословенски симпозијум о хидрогеологији и инжењерској геологији. Книга 1. Хидрогеологија. Приштина.
- Ђурић Н., Војковић Т. (1987): Хидрогеолошке одлике у одручју окана Рудника соли Тушањ. ИX југословенски симпозијум о хидрогеологији и инжењерској геологији. Књига 1. Приштина.
- Ђурић Н. (1989): Деформације стенског масива условљене савременим инжејерскогеолошким процесима при неконтролисаној експлоатацији лежишта камене соли у Тузли. ВИ југословенски симпозијум о подземној експлоатацији Утицај подземне експлоатације на околну. Херцег Нови.
- Ђурић Н. (1990): Сони карст. XИИ конгрес геолога Југославије. Охрид.
- Ђурић Н. (1990): Стварање излужених зона и њихова консолидација на лежишту камене сол у Тузли. XИИ конгрес геолога Југославије. Охрид.
- Ђурић Н. (1994): Перспективе истраживања лежишта соли у Републици Српској. И савјетовање о рударско-геолошкој проблематици у Републици Српској. Приједор.
- Ђурић Н., Николић Д. (1994): Геотермална потенцијалност Семберије и њена валоризација. И савјетовање о рударско-геолошкој проблематици у Републици Српској. Приједор.
- Ђурић Н. (1998): Минералне сировине у сјевероисточном дијелу Мајевице и Семберије. ИИ савјетовање у Сребреници. "Стање и правци развоја рударства, геологије и металургије у Републици Српској на прелазу у XXИ вијек". Сребреница.
- Миливојевић М., Мартиновић М., Јовановић Л., Ђурић Н. (1998): Геотермални ресурси Републике Српске - енергетска реалност. ИИ савјетовање у Сребреници. "Стање и правци развоја рударства, геологије и металургије у Републици Српској на прелазу у XXИ вијек". Сребреница.
- Јовановић Л., Ђурић Н., Главаш С. (1998): Прилог познавању биланса подземних вода у Републици Српској. ИИ савјетоваwе у Сребреници. "Стање и правци развоја рударства, геологије и металургије у Републици Српској на прелазу у XXИ вијек". Сребреница.
- Ђурић Н., Митровић П. (2008): Примјена геосинтетичких материјала при градњи путева. Научни скуп „Ресурси Републике Српске“. Академија наука и умјетности Републике Српске. Бања Лука.
- Ђурић Н. (2011): Степен истражености терена на траси аутопута коридор Вц, дионица Свилај – Вукосавље. Зборник радова Друштва за геотехнику Босне и Херцеговине, Геоеxпо 2011. Сански Мост.
- Ђурић Н., Ђујић А., Митровић П., Перишић М. (2012): Дубоко темељење мостова на траси ауто пута коридор Вц, дионица свилај – Вукосавље, секција 3, стац. км 10+762,500 – км 16+995,94. 3. БиХ конгрес о цестама. Сарајево. Књига сажетака. pp. 64 и ЦД
- Ђурић Н., Бабић Р., Видаковић М. (2012): Утицај изградње аутопута коридор Вц, лот1, на флору и фауну околног подручја. 3. БиХ конгрес о цестама. Сарајево. Књига сажатака. pp. 128. и ЦД.

## Радови саопштени на међународним скуповима
- Đurić N. (1991): Lawel of water Content of the Salt Deposits in the Tuzla Basin. 4th International Minalal Water Association Congres. Ljubljana(Slovenija) - Portschach (Austrija).
- Đurić N., Knežiček Ž. (1992): Protection of Environment from the Effekts of the Exploitation of Salt Deposits. Second International Conference of Environmental Issues and Menagement of Waste in Energy and Mineral Production. Calgari, Canada.
- Đurić N. (1994): Uporedne hidrogeološke kakteristike sonih ležišta u tuzlanskom basenu. X jugoslovenski simpozijum o hidrogeologiji i inženjerskoj geologiji. Knjiga 1. Hidrogeologija. Kikinda
- Đurić N. (1996): Raspadanje trakastih laporaca u slatkoj i slanoj sredini. Međunarodni naučni skup. Pravci razvoja geotehnike. Beograd.
- Đurić N. (1996): Agresivnost podzemnih voda na sona ležišta. XI jugoslovenski simpozijum o hidrogeologiji i inženjerskoj geologiji. Knjiga I. Hidrogeologija. Budva.
- Đurić N. (1996): Značaj slanih voda sjeveroistočne Bosne. Naučno stručni skup sa međunarodnim učešćem Mineralne, termalne i izvorske vode. Aranđelovac. Ekologica br. 3. Posebno izdanje.
- Đurić N. (1997): Ugroženost životne srdine uslovljena naglom promenom demografske slike na primeru grada Bijeljine. Eko konferencija 97 sa međunarodnim učešćem. Zaštita životne sredine gradova i prigradskih naselja. Knjiga 2. Novi Sad.
- Jovanović L., Đurić N. (1997): Mogućnost iskorištavanja podzemnih voda u Republici Srpskoj. Međunarodni naučni skup 100 godina hidrogeologije u Jugoslaviji. Beograd.
- Đurić N., Jovanović L. (1997): Perspektive geotermalne energije u Republici Srpskoj. Međunarodni naučni skup 100 godina hidrogeologije u Jugoslaviji. Beograd.
- Đurić N. (1998): Ugljevi u sjeveroistočnom dijelu Republike Srpske. 13 kongres geologa Jugoslavije, Knjiga IV, Mineralne sirovine. Herceg Novi.
- Stojanović B., Đuković J., Lazić D., Stjepanović M., Đurić N. (1999): Uticaj termoenergetskog postrojenja na ugalj na kvalitet površinskih voda. Naučno stručno savjetovanje za međunarodnim učešćem. Mogući aspekti eksploatacije, priprema i sagorijevanja ugljeva Republike Srpske. Teslić.
- Đurić N. (2001): Stabilnost padine na lokaciji groblja "Spasine" Površinski kop Bogutovo Selo - Ugljevik. Treći simpozijum "Istraživanje i sanacija klizišta", Donji Milanovac.
- Đujić A., Đurić N. (2002): Prilog definisanju inženjerskogeoloških i hidrogeoloških karakteristika terena u planskim dokumentima Republike Srpske. XIII jugoslovenski simpozijum o hidrogeologiji i inženjerskoj geologiji sa međunarodnim učešćem. Knjiga 3. Inženjerska geologija. Herceg Novi.
- Đurić N., Divković Golić E., Đurić A., Tadić S., Draganović N., Grubačević B. (2002): Ispitivanje stabilnosti padine na lokaciji "Gradsko groblje" u Ugljeviku. XIII jugoslovenski simpozijum o hidrogeologiji i inženjerskoj geologiji sa međunarodnim učešćem. Knjiga 3. Inženjerska geologija. Herceg Novi.
- Popović R., Đurić N. (2002): Istraživanje primjene deformabilnosti kamene soli oko podzemnih komora. XIII jugoslovenski simpozijum o hidrogeologiji i inženjerskoj geologiji sa međunarodnim učešćem. Knjiga 3. Inženjerska geologija. Herceg Novi.
- Đurić N., Jovanović L., Glavaš S. (2002): Hydrogeological structures and spatial location of aqifers in Bosnia and Herzegovina. Proceedings of the XVIIth Congress of Carpathian-Balkan Geological Associaton Bratislava, Septembar 1- 4, 2002. Publishing house of the Slovak akademy of sciences.
- Ђурић Н., Ђујић А. (2004): Дефинисање основних инжењерско-геолошких и хидрогеолошких карактеристика терена на локацији будућег моста на ријеци Босни у Добоју. И Савјетовање геолога Босне и Херцеговине са међународним судјеловањем. Мушка вода – Кладањ.
- Ђујић А., Санрач П., Ђурић Н., Тадић С. (2004): Геотехничка истраживања у сврху израде пројекта санације на магистралном путу М – 17. Деоница Добој – Шешлије. И Савјетовање геолога Босне и Херцеговине са међународним судјеловањем.Мушка вода – Кладањ.
- Ђурић Н., Тадић С., Цвјетиновић П. (2004): Дефинисање инжењерско-геолошких и хидрогеолошких карактеристика терена на локацији будућег „градског гробња“ у Бијељини. И Савјетовање геолога Босне и Херцеговине са међународним судјеловањем. Мушка вода – Кладањ.
- Ђујић А., Ђурић Н., Јокановић И. (2005): Анализа утицаја изградње моста преко ријеке Босне у Добоју, на животну средину. ВИ Међународна еко-конференција „Заштита животне средине градова и приградских насеља“, Нови Сад.
- Ђујић А., Ђурић Н., Сантрач П. Ђурић А. (2005): Да ли су геотехничка истраживања скупља прије или послије изградње објеката. Зборник радова са И научно-стручног саветовања „Геотехнички аспекти грађевинарства“. Копаоник.
- Ђурић Н., Сантрач П., Ђујић А., Богдановић Г. (2005): Анализа стабилности падине у сврху легализације стамбеног објекта. Зборник радова са И научно-стручног саветовања „Геотехнички аспекти грађевинарства“. Копаоник.
- Ђурић Н., Ђујић А., Станчић С., Ђурић А. (2006): Угроженост животне средине недостатком канализације, на примјеру града Бијељине. Интернационални научно-стручни скуп „Грађевинарство-наука-пракса“, GNP 2006, Жабљак. Србија и Црна Гора.
- Ђурић Н., Ђујић А., Станчић С., Марковић Б. (2006): Дефинисање мјера заштите животне средине при изградњи бензинских станица. Интернационални научно-стручни скуп „Грађевинарство-наука-пракса“, GNP 2006, Жабљак. Србија и Црна Гора.
- Ђурић Н., Јовановић Л., Ђујић А. (2006): Подземне воде у стијенама картсне и карстно-пукотинске порозности у Републици Српској. Први међународни конгрес „Екологија, здравље, рад, спорт“ Бања Лука, Република Српска.
- Кекановић М., Касаш К., Ђурић Н., Чех А., Караман Г. (2007): Санација клизишта, заштита косина и профила тунела применом нове методе „Пумпани лаки и композитни стиробетон“. Научно стручна конференција „Мултидисциплинарно моделирање и пројектовање грађевинских материјала и конструкција“. Грађевински факултет Суботица.
- Ђурић Н., Ђујић А., Филиповић Д., Богдановић Г., Јокановић И., Поповић М. (2007): Преглед геотехничких истражних радова и резултати истраживања на Аутопуту Е – 661 у Републици Српској. Друго научно-стручно саветовање „Геотехнички аспекти грађевинарства“. Соко Бања, Србија.
- Суффи – Мицић С., Ђурић Н. (2007): Ремедијација подручја оштећених површинском експлоатацијом минералних сировина са аспекта најприхватљивије нове намјене. Internacional Conference Ecoremediation. Параћин, Србија.
- Ђујић А., Ђурић Н., Митровић П. (2008): Геотехничка истраживања и санација клизишта на регионалном путу Бања Лука – Алексићи. Интернационални научно-стручни скуп „Грађевинарство-наука-пракса“, GNP 2008, Жабљак. Црна Гора.
- Djuric N. (2008): Ending the 100 Years Salt Water Industrial Exploitation in Mineral Salt Site in Tuzla. 10 th International Mine Water Association Congress. Poster session 1. Karlovy Vary, Czech Republic.
- Djuric N. (2008): Geothermal Energy New Energetic Reality in the Area of Semberija, Republic of Srpska – Bosnia and Heryegovina. 10 th International Mine Water Association Congress. Poster session 1. Karlovy Vary, Czech Republic.
- Suffi-Micic S., Djuric N. (2008): Sustainability of rural settlements in the area of post-mining activities in Tuzla canton in Bosnia and Herzegovina. 1st Moravian Conference on Rural Research EURORURAL '08. Investigating european countryside. Brno, Czech Republic.
- Ђуковић Ј., Ђурић Н., Стојановић Б., Божић Н., Ђуран П. (2009): Методологија праћења квалитета ваздуха у урбаним подручјима. ИИ међународни симпозијум „Заштита животне средине у индустријским подручјима“. Косовска Митровица, Србија.
- Стојановић Б., Ђурић Н., Ђуковић Ј., Божић Н., Ђуран П. (2009): Примјер примјене методологије праћења квалитета ваздуха у граду Бијељини. ИИ међународни симпозијум „Заштита животне средине у индустријским подручјима“. Косовска Митровица, Србија.
- Ђурић Н., Ђуковић Ј., Божић Н., Стојановић Б. (2009): Увођење мониторинг система за одређивање имисије у ваздуху града Бијељине. ИИИ међународни конкрес „Екологија, здравље, рад, спорт“, Књига 1. Бања Лука.
- Ђурић Н., Ђујић А., Митровић П., Тадић С. (2009): Анализа стабилности и приједлог санације терена за потребе изградње центра за хемодијализу у кругу Опште болнице „Свети Апостол Лука“ у Добоју. Треће научно – стручно савјетовање „Геотехнички аспекти грађевинарства“. Златибор, Србија.
- Ђурић Н., Ђуковић Ј., Божић Н., Бабић Р., Стојановић Б. (2010): Мониторинг сумпор диоксида и лебдећих честица (ЛЧ10) у ваздуху града Бијељине. Интернационални научно-стручни скуп „Грађевинарство-наука-пракса“, ГНП 2010, Жабљак. Црна Гора.
- Ђурић Н., Ђуковић Ј., Божић Н., Бабић Р.,Стојановић Б. (2010): Методологија процјене утицаја на животну средину на примјеру аутопута коридора Вц. Међународна научна конференција „Животна средина и биодиверзитет“, Екологица, Београд.
- Стојановић Б., Ђуковић Ј., Несторовић М., Ђурић Н., Божић Н. (2010): Улога геотермалне енергије у заштити животне средине на подручју града Бијељине. И међународни симпозијум „Савремене технологије у рударству и заштити животне средине“. Рударство 2010, Тара, Србија.
- Ђурић Н., Тадић С., Ђујић А., Ђурић А. (2010): Инжењерскогеолошка и геотехничка истраживања карактеристичних клизишта на подручју општине Бијељина. 15. конгрес геолога Србије са међународним учешћем. Београд.
- Ђурић Н. (2010): Инжењерскогеолошка истраживања клизишта у насељу Рухотина. 4. хрватски геолошки конгрес с међународним судјеловањем, Шибеник.
- Ђурић Н. (2010): Сурвеy оф соме ландслидес ин тхе Републиц оф Серпска. Риск идентифицатион анд ланд-усе планнинг фор дисастер митигатион оф ландслидес анд флоодс ин Цроатиа. Дубровник.
- Закан С., Суљић Н., Ђурић Н. (2010): Басиц оф нон-стаббилитy анд метходологy оф ландслиде стабилисатион ин Босниа анд Херзеговина. Риск идентифицатион анд ланд-усе планнинг фор дисастер митигатион оф ландслидес анд флоодс ин Цроатиа. Дубровник.
- Ђурић Н., Бабић Р., Видаковић М. (2011): Мјере заштите животне средине приликом изградње канализационог система у Бијељини. ВИИ Научно-стручно савјетовање „Оцјена стања, одржавање и санација грађевинских објеката и насеља“. Златибор, Србија.
- Ђурић Н., Мартиновић М., Радовановић С., Ђурић А. (2011): Могућност кориштења геотермалне енергије за потребе индустријских зона И,ИИ и ИИИ у Бијељини. ИИ Симпозијум са међународним учешћем „Рударство 2011“ Стање и перспективе у рударству и одрживи развој. Врњачка Бања, Србија.
- Ђурић Н. (2011): Процјена ризика загађења подземних и површинских вода на траси аутопута коридор Вц, дионица Свилај – Вукосавље. ИВ Савјетовање геолога Босне и Херцеговине, са међународним учешћем. Сарајево.
- Ђурић Н., Митровић П. (2011): Геотехнички услови пројектовања и изградње трасе аутопута коридор Вц од ријеке Саве до стац. км 3+500. Четврто научно – стручно савјетовање “Геотехнички аспекти грађевинарства”. Златибор, Србија.
- Ђурић Н., Митровић П. (2011): Анализа стабилности и приједлог санације клизишта у насељу Обарска – Шумице код Бијељине. Међународни округли сто “Превенција, мониторинг и интервентна санација клизишта”. Тузла, Босна и Херцеговина.
- Đurić N. (2011): Landslide in Brezovo Polje on the main road Bijeljina – Brčko, Republic of Srpska. “Risk identification and land-use planning for disaster mitigation of landslides and floods in Croatia“. Rijeka.
- Ђурић Н., Бабић Р., Видаковић М. (2012): Мјере заштите земљишта приликом изградње ауто пута коридор Вц, лот 1, секција 3. 4. Интернационални научно-стручни скуп „Грађевинарство-наука-пракса“, ГНП 2012, Жабљак. Црна Гора.
- Ђурић Н., Савковић П., Бабић Р., Видаковић М. (2012): Праћење квалитета ваздуха на подручју града Бијељине мобилном аутоматском мониторинг станицом. Међународни научни скуп “Нове стратегије и технологије заштите животне средине”. Ецологица, Београд.
- Nedeljković S., Đurić N., Popović M. (2012): Zemljotresna regulativa i autoput. 2nd International Scientific Meeting GTZ 2012. Tuzla.
- Đurić N., Đujić A., Mitrović P. (2012): Geotehnički uslovi dubokog temeljenja nadvožnjaka na trasi auto puta koridor Vc, dionica Svilaj – Vukosavlje, stac. 0+000,00 - 10+762,50. 2nd International Scientific Meeting GTZ 2012. Tuzla.
- Đurić N., Đujić A. (2012): Engineering geological characteristics of the terrain along the route highway corridor Vc shares Svilaj – Vukosavlje. 12th International Multidisciplinary Scientific GeoConference SGEM 2012. Section “Hydrogeology, Engineering Geology and Geotechnics“. Albena, Bulgaria.
- Ђурић Н., Ђујић А., Тадић С. (2012): Темељење подвожњака на траси аутопута коридор Вц, дионица Свилај – Вукосавље. стац. км 10+762,50 – 16+995,94. XИВ симпозијум из инжењерске геологије и геотехнике са међународним учешћем. Београд. Зборник радова. pp. 529–538.
- Ђурић Н., Савковић П., Видаковић М., Бабић Р. (2013): Утицај сагоријевања угља на аерозагађење у подручју града Бијељина. И саветовање са међународним учешћем. Енергетика и рударство 2013. „Заштита животне средине и одрживи развој”. Дрвенград – Мећавник, Србија.